# Joseph Dietzgen
Peter Joseph Dietzgen, noto come Joseph Dietzgen (Blankeberg, 9 dicembre 1828 – Chicago, 15 aprile 1888), è stato un filosofo tedesco, teorico del comunismo.
Dietzgen era di famiglia contadina e conciatrice. Il padre, che possedeva una conceria, ben presto si trasferì a Uckerath, presso Siegburg con tutta la famiglia, portando quindi con sé il piccolo Joseph. Qui Dietzgen frequentò la locale scuola elementare e più tardi, per breve tempo, la Scuola Media a Colonia.
Dietzgen, mentre imparava a conciare pelli nella bottega paterna, studiò anche da autodidatta alcune lingue e si approcciò alla filosofia, quindi si orientò verso il Socialismo con la lettura dei socialisti utopisti francesi.
Lavorò come operaio conciatore. Ha vissuto anche a New York e Chicago.

## Il materialismo dialettico
Joseph Dietzgen condusse una ricerca che lo portò al materialismo dialettico indipendentemente da Marx ed Engels.
Come nota Eleonora Fiorani: "L'opera di Dietzgen non è nota e non solo in Italia; ad essa hanno fatto riferimento Marx ed Engels e poi Lenin, mentre è stata o trascurata o usata contro il materialismo dialettico. Dietzgen in quanto operaio ed in quanto sostenitore di una Weltanschauung materialistico-dialettica attribuita, com'è noto, al solo Engels e al Lenin filosofo, è un teorico non ben conosciuto dai contemporanei, che furono influenzati dal positivismo tedesco, né, a maggior ragione, nel Novecento, il cui idealismo ha avuto un influsso decisivo all'interno dello stesso movimento operaio, ed ha costituito la copertura di deviazioni classiche del marxismo, operaismo, consiliarismo, sindacalismo rivoluzionario, così come del riformismo da Kautsky e Bernstein a oggi.
In Italia l'opera principale di Dietzgen, L'essenza del lavoro mentale umano (Das Wesen der Menschlichen Kopfarbeit), venne pubblicata per la prima volta nel 1953 nella Universale Economica a cura di Lucio Colletti, il quale dà stranamente, se riferita alle sue posizioni post sessantottine, di antiengelsismo viscerale, una lettura leniniana ortodossa. Dopo gli anni settanta è stato riproposto in Francia ed in Germania.
In Francia un'edizione dell'Essenza è apparsa nel 1973 con una prefazione di Anton Pannekoek del 1902 ed in appendice una biografia del figlio di Dietzgen, Eugen dal titolo L'essenza du travail humain intellectuel. Exposée par un travailleur manuel. Nouvelle Critique de la raison et pratique puro
Un'altra edizione dell'Essenza e degli Scritti filisofici minori sono usciti nella collana di Maspéro, sempre nel '73, curata da Jean-Pierre Osier, che ne dà una lettura althusseriana secondo la posizione di "Lenin e la filosofia" di Louis Althusser. Nello stesso anno ancora un'altra edizione in Germania che darebbe una lettura di tipo operaistico e che collocherebbe il contributo di Dietzgen nella trattazione della divisione tra lavoro manuale e lavoro intellettuale soprattutto in "Kunst und Handwerk" e "Wissenschaft und Handwerke" (Arte e mestiere e Scienza e mestiere) entrambi i saggi in La teoria di classe della conoscenza edizioni Lavoro Liberato, Milano 1975.
In queste brevi osservazioni si cercherà di verificare la posizione coerentemente materialistica di Dietzgen, né saranno le sue incertezze o ambiguità, dovute soprattutto a questioni terminologiche (Dietzgen amava definirsi non filosofo, ma artigiano della conoscenza come lo era nel mestiere di conciatore; d'altra parte è lui stesso, nella prefazione dell'Essenza, a chiarire: "Vorrei che il lettore facesse le sue critiche non tanto alla forma difettosa, non a ciò che dico, né a come lo dico, ma a ciò che voglio dire") a farci desistere da questo proposito.
Si cercherà di analizzare i punti più importanti che lo legano al materialismo dialettico, l'interpretazione che di Dietzgen dà Pannekoek nel suo Lenin filosofo (Feltrinelli 1972) e infine l'intervento leniniano sulla questione. Si interverrà in due momenti, prima con Materialismo ed empiriocriticismo poi con le annotazioni, nei Quaderni filosofici, sempre di Lenin, agli scritti filosofici minori.
Alla bibliografia in lingua italiana è da aggiungere: Josef Dietzgen, L'essenza del lavoro mentale umano e altri scritti (a cura di Paolo Sensini), Mimesis Edizioni, Milano-Udine, 2009).

## Edizioni dell'Opera
- Josef Dietzgen, Sämtliche Schriften, hrsg. von Eugen Dietzgen, 4. Auflage, Berlin, 1930
- Joseph Dietzgen, Schriften in drei Bänden, hrsg. von der Arbeitsgruppe für Philosophie an der Akademie der Wissenschaften der DDR zu Berlin, Berlin, 1961–1965